# Драгутин Саили
Драгутин Саили – Конспиратор (Загреб, 19. новембар 1899 — Загреб, 1. новембар 1968) био је учесник Народноослободилачке борбе и друштвено-политички радник СФР Југославије и СР Хрватске.

## Биографија
Драгутин Саили рођен је 19. новембра 1899. године у Загребу. Члан Комунистичке партије Југославије постао је 1919. године. Након тога је био члан Месног комитета Загреб, секретар партијске организације у Железничкој радионици у Загребу до 1929. године, члан Покрајинског комитета КПЈ за Хрватску од 1936. године, члан Бироа Централног комитета Комунистичке партије Хрватске од 1940. године.
Због свог политичког рада често је хапшен и дуже време држан у затвору (1929, 1933, 1936. и 1939. године), а 1934. године је осуђен на 1 годину и 6 месеци робије коју је издржао у Сремској Митровици.
За време Народноослободилачког рата био је:
- секретар Окружног комитета Загреб
- члан Поверенства ЦК КПХ за Загреб и северну Хрватску
- члан Главног штаба НОВ и ПО Хрватске
- члан Земаљског антифашистичког већа народног ослобођења Хрватске

После рата био је председник Градског одбора Загреба од 1945. до 1949. године, члан Извршног већа НР Хрватске, Извршног комитета ЦК КПХ и Централног комитета СКЈ. Биран је за посланика Савезног већа Савезне народне скупштине и за заступника Сабора НР Хрватске.
Умро је 1. новембра 1968. године у Загребу. Сахрањен је на загребачком гробљу Мирогој.